# Antoine de Navara
Antoine de Bourbon, Duce de Vendôme (n. 22 aprilie 1518, La Fère, Hauts-de-France, Franța – d. 17 noiembrie 1562, Les Andelys, Haute-Normandie, Franța) a fost Șeful Casei de Bourbon din 1537 până în 1562, și jure uxoris rege al Navarei din 1555 până în 1562.

## Familie
S-a născut la La Fère, Picardie, Franța, ca al doilea fiu al lui Charles de Bourbon, Duce de Vendôme (1489–1537) și a soției acestuia, Françoise de Alençon (d. 1550). A fost fratele mai mare a lui Ludovic I de Bourbon Prinț de Condé. La 25 martie 1537, la moartea tatălui său i-a succedat acestuia ca Duce de Vendôme.

## Căsătorie
La 20 octombrie 1548, la Moulins, s-a căsătorit cu Ioana a III-a regină a Navarei, fiica regelui Henric al II-lea de Navara și a Margaretei de Angoulême (sora regelui Francisc I al Franței). După moartea socrului său, la 25 mai 1555, el a devenit rege al Navarei. Ca șef al Casei de Bourbon, el a fost primul prinț de sânge.
Prin căsătorie a devenit conte de Foix, de Bigorre, de Armagnac, de Périgord și viconte de Béarn. S-a spus că Ioana a fost foarte îndrăgostită de el, însă acțiunile lui ulterioare au dovedit o loialitate mică față de ea. Regatul Navarei era ocupat de spanioli din 1512 iar Antoine a încercat rdstabilirea acestui lucru. A fost gata de orice sacrificiu pentru interesele sale politice.
Fără veritabile convingeri religioase, el a oscilat de mai multe ori între catolicism și protestantism.
Fratele său Louis de Bourbon a devenit șeful protestanților în timp ce Ecaterina de Medici, regentă în numele fiului ei Carol al IX-lea l-a numit locotenent general al regetului (1561). 
A fost rănit mortal în asediu de la Rouen la 13 noiembrie 1562. A murit patru zile mai târziu, la vârsta de 44 de ani.

## Copii
Împreună cu soția sa Ioana a III-a a avut următorii copii:
- Henri de Bourbon (1551–1553), Duce de Beaumont
- Henri de Bourbon (mai târziu Henric al IV-lea al Franței), rege al Franței (1553–1610)
- Louis de Bourbon (1555–1557), Conte de Marle
- Madeleine de Bourbon (1556)
- Ecaterina de Bourbon (1559–1604). Căsătorită cu Henric al II-lea, Duce de Lorena în 1599.

Cu metresa sa, Louise de La Béraudière de l'Isle Rouhet, a avut:
- Charles de Bourbon, arhiepiscop de Rouen (1554–1610)[7][8][9]